# Клюнтер, Лукас
Лукас Клюнтер (нем. Lukas Klünter; 26 мая 1996 года, Ойскирхен, Северный Рейн-Вестфалия) — немецкий футболист клуба «Арминия». Играет преимущественно на позиции правого защитника, также способен действовать на правом фланге в полузащите.

## Клубная карьера
3 апреля 2016 года дебютировал в Бундеслиге в поединке «Кёльна» против «Хоффенхайма», выйдя на замену на 76-й минуте вместо Симона Цоллера.
В мае 2018 года, вскоре после вылета «Кёльна» из Бундеслиги, Клюнтер перешёл в берлинскую «Герту», с которой заключил долгосрочный контракт.

## Международная карьера
В 2015 года стал привлекаться в молодежные сборные Германии различных возрастов. Принимал участие в чемпионате Европы среди юношей до 19 лет, сыграл все три встречи на групповом этапе.